# شهرستان دمبوویتسا
شهرستان دمبوویتسا (به لاتین: Dâmbovița County) یک județ در رومانی است که در رومانی واقع شده‌است.

## خصوصیات
شهرستان دمبوویتسا ۴٬۰۵۴ کیلومترمربع مساحت و ۵۱۸٬۷۴۵ نفر جمعیت دارد.